# Струпків
Струпків — село в Україні, в Отинійській селищній громаді Коломийського району Івано-Франківської області.

## Історія
Село наявне на карті Боплана 1650 року.

## Церква
Храм Вознесіння Господнього 1870 р. — пам'ятка архітектури місцевого значення № 835/1. Настоятель ієрей Павло Пецюк. У серпні 2016 р. громада перейшла з-під юрисдикції УАПЦ в УПЦ КП.

## Відомі люди
- Григорук Йосиф — селянин, політичний та громадський діяч Галичини середини XIX століття, посол до Австрійського парламенту 1848 року.
- Жибак Іван Михайлович — український культурно-освітній діяч.
- Кіндрацький Василь Михайлович (10 березня 1963, — † 28 травня 2015, с. Водяне (Ясинуватський район), Донецька область) — заступник командира батальйону ОУН-ЗСУ, позивний «Кіндрат», заступник голови Львівської крайової організації Народного Руху України, голова Миколаївської РДА Львівської області 2005—2010 рр.
- Коропецький Іван-Святослав — американський економіст, дослідник історії українського господарства.
- Вінтоняк Олекса Максимович (20.01.1915 — 9.02.2011, Мюнхен) — науковець, видавець, громадський діяч.